# احسان هوشمند
احسان هوشمند (زاده ۱۳۴۷ در بیجار گروس، کردستان)، ایرانشناس، کردشناس، جامعه‌شناس و پژوهشگر مطالعات قومی Ethnic Studies در ایران معاصر ،روزنامه‌نگار اصلاح طلب، فعال ملی و مذهبی و عضو شورای مرکزی حزب مهستان ایران است. از احسان هوشمند آثار متعددی تاکنون در قالب کتاب، مقالات پژوهشی یا مصاحبه و یادداشت در ایران منتشر شده‌است. برخی از مقالات و مصاحبه‌ها با او به زبان‌های ترکی استانبولی، کردی سورانی، عربی و انگلیسی و ارمنی و اوستیایی (آلانی) ترجمه شده‌است. وی علاوه بر کارنامه علمی و مطبوعاتی، به فعالیت‌های سیاسی و حقوق بشری نیز می‌پردازد.

## مطالعات قومی
از احسان هوشمند در خصوص مسایل قومی در ایران معاصر آثار فراوانی به چاپ رسیده‌است. از نظر وی مردم و اقوام ایرانی دارای ریشه‌های مشترک تباری و زبانی و فرهنگی و سابقه تمدنی هستند که باعث پیوندهای عمیق آحاد این ملت با یکدیگر شده‌است. وی معتقد است که همهٔ ایرانیان از جمله اقوام ایرانی در تکوین و استمرار تمدن ایرانی در سده‌های گذشته سهمی بر عهده داشته‌اند لذا تمدن ایرانی میراث فرهنگی و تاریخی همه ایرانیان به‌شمار می‌رود. هوشمند با این جهان بینی در آثار خود به دنبال دلایل سیاسی شدن مفهوم هویت نزد گروهی از فعالان سیاسی حوزه‌های قومی و احزاب و جریان‌های قوم گرا در ایران معاصر است.
پژوهش اصلی احسان هوشمند معطوف به حوزه‌های کُردی و کردستان است. علاوه بر این، وی در خصوص آسیب‌شناسی اجتماعی آثاری منتشر کرده‌است. وی در بخش دیگری از نوشته‌هایش به مسایل سیاسی و اجتماعی اهل سنت ایران، آذربایجان، سیستان و بلوچستان توجه داشته‌است. هوشمند همچنین مقالات و چاپی‌های مهمی دربارهٔ قفقاز، تحولات سیاسی –قومی در عراق، سوریه و ترکیه دارد.

## کُردشناسی
احسان هوشمند ضمن برشمردن عناصر ایرانی زبان و فرهنگ مردم کردستان، کُردها به جای کُرد مطرح می‌کند. در این طرح وی معتقد است تنوع زبانی، مذهبی و فرهنگی در میان کرُدان موجب می‌شود تا نتوان از هویت یکپارچه و واحدکُردی سخن گفت. بر این اساس از منظری جامعه شناختی مناسب تر آن است تا از مفهوم کردها سخن گفت. همچنین وی با هدف بررسی جامعه شناختی، تاریخی و تطبیقی تحولات سیاسی در مناطق کردنشین ایران و عراق و ترکیه و سوریه آثار متعددی را تاکنون منتشر کرده‌است. برخی از نوشته‌های وی از نظر نوع نگاه و نیز اسناد و داده‌های تولید شده دارای ویژگی‌های منحصر به فرد و بدیع در متون علمی و تاریخی این حوزه است. این نوع نگاه موجب اظهارنظرهای گوناگونی شده‌است. در پاره‌ای از آن‌ها از اهمیت و تازگی وی و تحقیقاتش سخن رفته‌است. در مقابل عده‌ای دیگر او را متهم و حتی تهدید کرده‌اند. فارغ از نوع مخالفتها با وی، نوشته‌های وی موجب تعدیل مواضع مخالفان و موافقان بحث و لزوم توجه به دیدگاه‌های توسعه‌ای در کردستان شده‌است. البته بسیاری از تحلیل‌های وی که در سال‌های گذشته دربارهٔ توسعه در کردستان یا دیگر مناطق ایران چاپ شده‌است بدلایل عدم مدیریت درست یا مخالفتهای سیاسی تاکنون مغفول مانده‌است.

## تاریخ معاصر کردستان ایران
انتشار سه شماره مجله چشم‌انداز ایران با نام «کردستان همیشه قابل کشف» نمونه‌ای از ابتکارات هوشمند است. این اثر موجب واکنشهای متفاوت شد. وی در این سه شماره تحولات سیاسی کردستان ایران در قرن اخیر را از طریق مصاحبه با برخی از شخصیت‌های سیاسی و بازیگران کرد یا حاضر در منطقه در مجله چشم‌انداز ایران به مدیر مسئولی مهندس لطف‌الله میثمی از شخصیت‌های سیاسی ایران معاصر به بحث گذاشته‌است.  انتشار تاریخ شفاهی کردستان از طریق گفتگو با احمد صدر حاج سید جوادی، مهندس صباغیان ۵ و عزت‌اله سحابی وزرا و نمایندگان دولت موقت، سرلشکر ناصرفربد دومین فرمانده ستاد مشترک ارتش ایران پس از انقلاب۱۳۵۷ ابراهیم یونسی و حسین شاه اویسی استانداران نخست و سوم کردستان پس از انقلاب، جمشید حقگو نخستین استاندار آذربایجان غربی پس از انقلاب و فاروق کیخسروی از رهبران سابق حزب دمکرات کردستان ایران، حسن امینی نماینده احمد مفتی زاده، صادق زیبا کلام، شیخ حسین کرمانی و شماری دیگر از شخصیت‌های سیاسی کُرد و غیرکُرد به دست وی انجام پذیرفت. منتقدان فراوانی خاصه از احزاب منطقه در صدد پاسخگویی برآمدند. از جمله ملا عبداله حسن‌زاده دبیرکل وقت حزب دمکرات کردستان ایران مصاحبه‌ای در پاسخ گویی به مطالب کردستان همیشه قابل کشف ترتیب داد. هوشمند مصاحبه وی را در شمارهٔ دوم چشم‌انداز چاپ کرد. انتشار مصاحبهٔ یکی از رهبران گروه‌های مخالف جمهوری اسلامی ایران از نخستین تلاش‌هایی از این دست در خصوص تاریخ سیاسی کردستان در ایران معاصر است که در ایران  منتشر می‌شود.
انتشار این ویژه نامه‌ها در خصوص کردستان با عنوان کردستان همیشه قابل کشف بازتاب زیادی در محافل فرهنگی ایران و خارج از کشور داشت. در همین زمینه هوشمند خود نیز با انجام مصاحبه یا نوشتن مقالاتی جنجالی روایت احزاب سیاسی کُرد ایرانی را دربارهٔ تاریخ تحولات سیاسی در کردستان ایران به چالش کشید. این موضوع موجب واکنش‌های قابل توجهی در رسانه‌های نوشتاری یا مجازی علیه وی شد. بازتاب این انتقادات ژورنالیستی نسبت به هوشمند موجب دفاع برخی استادان و پژوهشگران برجسته و شخصیت‌های آکادمیک ایرانیِ حوزه مطالعات قومی و تاریخ از جمله کاوه بیات، حمید احمدی و سکندر امان‌الهی از احسان هوشمند شد. انتشار برخی اسناد تاریخی و نویافته‌های سندی دربارهٔ تاریخ معاصر کردستان از جمله در خصوص شیخ محمود برزنجه، جمهوری مهاباد و محمد ناصر پاک نهاد شهروند سقزی از دیگر فعالیت‌های تحقیقی احسان هوشمند در دههٔ اخیر است.

## کرمانشاه در تحقیقات احسان هوشمند
چارچوب نظری هوشمند مبتنی بر تکثر و تنوع هویت کُردی است و برای مستندسازی آن کارهای گسترده‌ای انجام داده‌است. وی بخشی از مطالعات خود را به کرمانشاه به عنوان بزرگترین استان کُردنشین ایران کرده‌است. در همین زمینه به سردبیری وی یک شماره از فصلنامه گفتگو به کرمانشاه اختصاص دارد. گفتگوی وی با میرجلال الدین کزازی و علی ططری و همچنین برخی مقالات از جمله مقاله در بررسی حادثه سی تیر ۱۳۳۱ کرمانشاه و انتشار اسناد نو یافته دربارهٔ رویدادهای آن مقطع تاریخی در کرمانشاه رویکرد این جامعه‌شناس را به مسایل کرمانشاه بازتاب می‌دهد. توجه ویژه هوشمند به تاریخ محلی و تاریخ شفاهی موجب شده تا بخش‌های کمتر دیده شده تاریخ معاصر در حوزه‌های کردنشین به بحث و بررسی گذارده شود.

## توسعه اجتماعی در کردستان
بررسی برخی از مسایل اجتماعی، سیاسی، اقتصادی مناطق کردنشین ایران ابعاد دیگر مطالعاتی احسان هوشمند در این حوزه را نمایان می‌سازد. مباحثی مانند توسعه کردستان، طلاق، قتل‌های ناموسی، سرقت در کردستان، ومشکلات کول بران مناطق مرزی، گسترش تولید ماده مخدر صنعتی شیشه در شهرستان سردشت و شهرستان‌های مجاور و نیز گزارشی آماری بسیار با اهمیت و تازه‌ای از میزان تلفات نیروهای دولتی و نیز جریان‌های سیاسی کرد در خلال درگیریهای نظامی سال‌های ۱۳۵۸ تا ۱۳۷۰ شمسی در مناطق کردنشین ایران و نیز مسائل شیمیایی شدگان سردشت از جمله مباحثی است که احسان هوشمند به بحث گذارده‌است.

## کردهای کشورهای منطقه

### اقلیم کردستان عراق
احسان هوشمند در حوزه مطالعات منطقه‌ای و مطالعات خاورمیانه در خصوص اقلیم کردستان عراق، کردستان ترکیه و کردستان سوریه نیز تحقیقات گسترده‌ای کرده‌است. وی متون قابل توجهی را به صورت مقاله یا مصاحبه یا یاداشت منتشر کرده‌است. سایت انسانشناسی و فرهنگ انتشار شماره اقلیم کردستان را نخستین اقدام از این نوع در تاریخ مطبوعات کشور می‌داند. هر چند این شماره فصلنامه گفتگو نیز مورد انتقاد برخی فعالان فرهنگی و جوان کُرد قرار گرفت. هوشمند در چند سال گذشته افزون بر یادداشت‌ها و مقالات خود مصاحبه‌های مفصلی با ده‌ها تن از شخصیت‌های سیاسی و فرهنگی طراز اول کردستان عراق ترتیب داده‌است دو گفتگو با دکتر فؤاد معصوم رئیس‌جمهوری عراق و از رهبران بلندپایه اتحادیه میهنی کردستان عراق، و همچنین فریاد رواندوزی وزیر فرهنگ عراق و از مقامات وابسته به اتحادیه میهنی، برهم صالح معاون جلال طالبانی در اتحادیه میهنی، آزاد جندیانی و فرید اسه سرد از رهبران اتحادیه مهینی، فاضل می‌رانی، جعفر ابراهیم، محمود محمد و چنار سعد عبدالله از رهبران حزب دمکرات کردستان عراق منتشر کرده‌است. وی یکی از معدود مصاحبه‌های نوشیروان مصطفی رهبر جنبش تغییر (گوران) با رسانه‌های ایرانی را انجام داده‌است. گفتگوهای احسان هوشمند با هدف بررسی تحولات تاریخی، سیاسی و اجتماعی و فرهنگی اقلیم کردستان عراق منحصر به شخصیت‌های سیاسی سه جناج اصلی مقتدر در اقلیم کردستان عراق یعنی حزب دمکرات کردستان عراق، اتحادیه میهنی و نیز جنبش گوران (تغییر) نبوده و از طریق گفتگو با برخی از شخصیت‌های سیاسی دیگر از جمله قادر عزیز از حزب زحمتکشان کردستان عراق و همچنین روشنفکران کردعراقی مانند فرهاد پیربال و فاروق رفیق[ و نیز شخصیت‌های حامی جریان‌های اسلام‌گرا همچون سوران عمر و نیز برخی از قشرها فرودست تکمیل شده‌است. احسان هوشمند همچنین در خصوص بمباران شیمیایی حلبچه راهبردهای نظامی حملات داعش به اقلیم در گفتگو با سرتیپ عبدالرحمن کورینی، لزوم گسترش روابط فرهنگی و علمی میان ایران و اقلیم کردستان عراق اوضاع کنونی اقلیم کردستان عراق و پیش‌بینی تحولات آتی عراق و کشتار ایزدی‌ها عراق به دست داعش مطالب دیگری منتشر کرده‌است. حمله داعش به موصل و سایر نقاط عراق و سپس حمله این گروه به اقلیم کردستان عراق در سال ۲۰۱۴ موجب شد تا احسان هوشمند گزارش‌های متنوعی در این خصوص تولید و منتشر کند. حضور میدانی هوشمند در عراق به ویژه در بغداد و اربیل و سلیمانیه تا بارزان برای تحقیق در خصوص حملات داعش در رسانه‌های پرتیراژ ایران بازتاب داشت.

### کردهای ترکیه و سوریه
از دیگر جنبه‌های تحقیقات کُردشناسی احسان هوشمند نوشتن مقالات و یاداشت‌هایی دربارهٔ منطقه کردستان ترکیه است. وی همچنین با برخی از شخصیت‌های برجستهٔ سیاسی کُرد ترکیه‌ای چون روژهات آمدی و عثمان اوجالان از رهبران سابق پ ک ک و برادر رهبر زندانی این حزب مصاحبه کرده‌است. این مصاحبه با واکنش‌هایی از طرف محافل وابسته به جریان‌های ترکیه همراه بود. همچنین این مصاحبه‌ها نحوه اندیشهٔ رهبران گروه‌های سیاسی کرد معارض در ترکیه و همچنین عملکرد سازمانی آن‌ها را به منصه ظهور می‌رساند. علاوه بر این وی عناوین و موضوعاتی از روند توسعه وتحولات اجتماعی و سیاسی ترکیه در دوره اردوغان، انتخابات پارلمانی ترکیه و تحلیل وضعیت کردستان ترکیه انتخابات شهرداری‌های ترکیه ظهور داعش و انتخابات ترکیه منتشر کرده‌است. تحولات کردستان سوریه نیز مورد توجه احسان هوشمند قرار دارد.

## دیگر فعالیت‌های علمی و فرهنگی

### تاریخ شفاهی و مصاحبه با چهره‌های سیاسی
احسان هوشمند با چهره‌های سیاسی فراوانی در ایران و منطقه مصاحبه کرده‌است که این مصاحبه‌ها در نشریات مهم ملی ایران و دیگر کشورهای منطقه به چاپ رسیده‌است. از چهره‌های شاخص ایرانی که هوشمند با آن‌ها مصحبه کرده عبارت است از علی‌اکبر هاشمی‌رفسنجانی، رئیس ستاد مشترک ارتش در دولت موقت، و بسیاری از اعضای هیئت دولت موقت. وی همچنین با روسای جمهور ارمنستان، رئیس‌جمهور سابق عراق فؤاد معصوم عراق و همچنین برهم صالح رئیس‌جمهوری فعلی عراق مصاحبه کرده‌است که در روزنامه‌های ایران و منطقه به چاپ رسیده‌است.
ریشه‌های توسعه نیافتگی ایران و آموزش و پرورش از جمله کتاب‌های هوشمند است. همچنین احسان هوشمند و همسرش ناهید کوه شکاف مقاله‌ای در کتاب «ایران: هویت، ملیت و قومیت» به کوشش حمید احمدی دارند. کتاب فوق به ترکی استانبولی ترجمه و در کشور ترکیه منتشر شده‌است. مقالات هوشمند همچنین در کتاب ایدئولوژی، ضرورت یا پرهیز نشانی از علایق وی نسبت به نواندیشان دینی در ایران از جمله جامعه‌شناس و نواندیش دینی علی شریعتی است. هوشمند یکی از اعضای هیئت مؤسس انجمن جامعه‌شناس آموزش و پرورش در ایران است. وی تاکنون در کنفرانس‌های متعددی شرکت کرده‌است. از جمله این کنفرانس‌ها می‌توان به «کارگاه علمی نظریه‌های انسان‌شناسی» دربارهٔ اقوام ملی اشاره کرد که با شرکت تعدادی از محققان و پژوهشگران از کشورهای دانمارک و بریتانیا و چین و فرانسه و شماری از استادان ایرانی برگزار شد. همچنین احسان هوشمند به همراه همسرش ناهید کوه شکاف در اولین همایش ملی آسیب‌های اجتماعی با ارائه مقاله‌ای با عنوان پدیده سرقت و عوامل اجتماعی مرتبط با آن: استان کردستان (۱۳۷۷–۱۳۷۶) نتایج مطالعه میدانی خود در این خصوص را ارائه کرده‌اند. شرکت در کنفرانس «بررسی مسائل مردم‌شناسی فرهنگی ایران» در مؤسسه مطالعات تاریخ معاصر ایران، «روایت ایرانی فاجعه بمباران شیمیایی شهر حلبچه»، «همایش چشم‌انداز تعامل فرهنگی ایران و اقلیم کردستان عراق» که انجمن علوم سیاسی ایران برگزار کرد و نیز «نشست علمی تحولات اجتماعی، فرهنگی و سیاسی منطقه کردستان عراق» در مرکز مطالعات عالی بین‌المللی دانشگاه تهران و نشست «زبان پارسی، وضعیت کنونی و پیشینه آن در کردستان عراق» در دانشکده ادبیات دانشگاه تهران و «کنفرانس آذربایجان در تاریخ معاصر ایران» و سخنرانی در دانشگاه‌های حوزه قفقاز از جمله کشور روسیه از جمله فعالیت‌های علمی احسان هوشمند در سال‌های گذشته‌است.

## ارزیابی و انتقاد
احسان هوشمند از نظر کمّیت و کیفیت آثار چاپی در حوزه مسایل قومی و به خصوص کُردشناسی در ایران، جایگاه ویژه‌ای را در سال‌های اخیر به خود اختصاص داده‌است. هوشمند کانون نقد و واکنش و حتی حملات سازمان یافته نسبت به سایر نویسندگان و شخصیت‌های فعال در این حوزه بوده‌است. حتی احزاب سیاسی به ویژه احزاب مستقر در کردستان عراق مطالبی علیه وی منتشر کرده‌اند. دبیران کل سابق و فعلی حزب دمکرات کردستان ایران یعنی ملا عبداله حسن‌زاده و مصطفی هجری هریک به نحوی حملات یا انتقادهایی را متوجه احسان هوشمند کرده‌اند. دیگر حزب سیاسی کردستانی یعنی کومله نیز علیه دیدگاه‌های هوشمند مواضعی اتخاذ کرده‌است. حزب دمکرات کردستان ایران به رهبری مصطفی هجری رپرتاژی سیاسی در شبکه ماهواره‌ای خود یعنی شبکه تیشک تی وی علیه احسان هوشمند پخش کرد. در این برنامه تلاش شد تا هوشمند را به همدستی به حکومت ایران متهم کند و در طول برنامه، تنی چند از کادرهای این حزب که در دهه‌های گذشته درگیری‌های خونینی هم با جمهوری اسلامی و هم با کومله در جریان جنگ دمکرات و کومله در کارنامه خود ثبت کرده‌است، حملات شدیدی علیه هوشمند منتشر کردند. هاشم هدایتی از نیروهای سیاسی کردستان که سال‌ها در سپاه پاسدران خدمت کرد و بعدها مناصب اداری ویژه‌ای نیز در کردستان کسب کرد و سپس به سازمان مجاهدین انقلاب پیوست، انتشار «چشم‌انداز ایران ویژه کردستان همیشه قابل کشف» توسط احسان هوشمند را با عنوان هویت زدایی از کردها مورد ارزیابی قرار داد. افزون بر انتقادات مفصلی که در نقد آثار هوشمند منتشر شده‌است، برخی حملات سازمان یافته نیز در این سالها علیه وی ترتیب داده شده، تا جایی که در هنگام زندانی شدن احسان هوشمند در زمستان و بهار ۱۳۹۰ و ۱۳۹۱ دامنه حملات استمرار داشت و گروهی از افراد وابسته به برخی احزاب سیاسی کرد حتی معتقد بودند حمایت از احسان هوشمند به بهانه زندانی بودن وی، خیانت به حقوق بشر است و احزاب کرد، خوشحالی خود را از بازداشت و زندانی شدن احسان هوشمند پنهان نمی‌کردند.

## روش‌شناسی آثار احسان هوشمند
روش‌های مطالعه و تحقیق هوشمند افزون بر مطالعات کتابخانه‌ای و اسنادی استفاده از روش‌های تحقیق میدانی و پیمایش SURVEY و تکنیک‌هایی چون مصاحبه و پرسشنامه و نیز تحلیل محتوا و تحلیل گفتمان است. میدان مطالعه احسان هوشمند با توجه به علایق وی و حوزه گسترده ایران‌شناسی شامل بخش‌های وسیعی از سرحدات ایران و استان‌های مرزی است. همچنین احسان هوشمند مطالعات میدانی گسترده‌ای نیز در کشورهای ترکیه، عراق، روسیه و کشورهای حوزه قفقاز پی گرفته‌است. از این نظر یعنی افزون بر مطالعات اسنادی و کتابخانه‌ای استفاده از روش‌ها و تکنیک‌های گردآوری داده‌های مورد نیاز در میدان می‌توان احسان هوشمند را چهره‌ای متفاوت از دیگر محققان این حوزه در ایران دانست.

## مقالات و کتاب‌ها
- ریشه‌های توسعه نیافتگی و آموزش و پرورش ایران
- آیا پرونده سازی علیه دگراندیشان زمینه‌ساز مردم سالاری و رواداری است؟[۱۰۶]
- نگاهی دیگر به روند توسعه در حوزه‌های کردنشین غرب ایران[۱۰۷]
- توسعه سیستان و بلوچستان و چالش‌های پیش رو[۱۰۸]
- مروری بر فعالیت‌های هیئت حل مسئله کردستان[۱۰۹]
- خشک شدن دریاچه ارومیه و سوءتدبیرها[۱۱۰]